# Celestine Babayaro
Pour les articles homonymes, voir Babayaro.
Celestine Babayaro est un ancien footballeur international nigérian né le 29 août 1978 à Kaduna au Nigeria. Il évoluait au poste de latéral gauche.

## Biographie

### En club

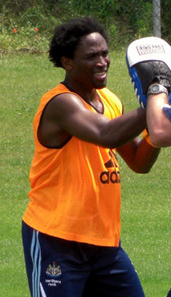
Babayaro à l'entrainement avec Newcastle en 2008

Celestine Babayaro joue au Nigeria, en Belgique, en Angleterre et enfin aux États-Unis. En Europe, le bilan de sa carrière s'élève à 254 matchs joués en première division, pour 13 buts marqués.
Il est le deuxième plus jeune joueur à participer à un match de Ligue des champions, à l'âge de 16 ans et 87 jours, avec Anderlecht contre le Steaua Bucarest, le 23 novembre 1994. Il est toutefois exclu à la 37e minute de la rencontre. 
Son bilan en Coupe d'Europe s'élève à 21 matchs en Ligue des champions (deux buts), 10 matchs en Coupe des coupes (un but), et 16 matchs en Coupe de l'UEFA. Il inscrit son premier but en Ligue des champions le 11 août 1999, contre le club letton du Skonto Riga. Il marque son deuxième but dans cette compétition le 24 novembre 1999, contre le Feyenoord Rotterdam. Il atteint avec le club de Chelsea les quarts de finale de la Ligue des champions 1999-2000, en étant battu par le FC Barcelone.
Son palmarès en club est principalement constitué d'une Coupe des coupes, et d'un titre de Champion d'Angleterre, tous deux remportés avec Chelsea.

### En équipe nationale
Avec les moins de 17 ans, Celestine Babayaro dispute la Coupe du monde des moins de 17 ans 1993 organisée au Japon. Il joue six matchs lors du mondial. Le Nigeria remporte cette compétition en battant le Ghana en finale. 
Il participe ensuite avec la sélection olympique aux Jeux olympiques d'été de 1996 organisés à Atlanta, puis aux Jeux olympiques d'été de 2000 organisés à Sydney. Le Nigeria remporte la médaille d'or en 1996. Celestine Babayaro s'avère décisif puisqu'il inscrit un but lors de la finale contre l'Argentine. Babayaro dispute un total de sept matchs lors des Jeux olympiques.
Babayaro reçoit 27 sélections en équipe du Nigeria entre 1995 et 2004.
Il dispute avec le Nigeria à deux Coupes du monde, en 1998 et 2002. Lors du Mondial 1998 organisé en France, il joue trois matchs. Lors du Mondial 2002 qui se déroule au Japon et en Corée du Sud, il participe à deux rencontres.
Il participe également avec le Nigeria à trois Coupes d'Afrique des nations, en 2000, 2002 et 2004. Le Nigeria atteint la finale de cette compétition en 2000, en se faisant battre aux tirs au but par le Cameroun.

## Palmarès

### En club
- Chelsea
  - Champion d'Angleterre en 2005
  - Vainqueur de la Coupe des coupes en 1998
  - Vainqueur de la Supercoupe de l'UEFA en 1998
  - Vainqueur de la Coupe d'Angleterre en 2000
  - Finaliste de la Coupe d'Angleterre en 2002
  - Vainqueur de la Coupe de la Ligue anglaise en 2005 (en)
  - Vainqueur du Charity Shield en 2000 (en)

- Anderlecht
  - Champion de Belgique en 1995

### En équipe nationale
- Équipe du Nigeria des moins de 17 ans
  - Vainqueur de la Coupe du monde des moins de 17 ans en 1993

- Équipe du Nigeria olympique
  - Champion olympique en 1996

- Équipe du Nigeria
  - Finaliste de la Coupe d'Afrique des nations en 2000
  - Troisième de la Coupe d'Afrique des nations en 2002 et 2004

### Distinctions personnelles
- Soulier d'ébène belge 1996 (avec Anderlecht)
- Jeune Pro de l'année en 1995 et 1996 (avec Anderlecht)